# Maurice Couette
Maurice Marie Alfred Couette (* 9. Januar 1858 in Tours; † 18. August 1943 in Angers) war ein französischer Physiker, bekannt für seine Arbeiten zur Rheologie.
Couette war der Sohn eines Kleiderhändlers in Tours. Er studierte in Tours und Angers und erhielt 1877 und 1879 Bachelor-Abschlüsse in Physik und Mathematik (ausgegeben von der Faculté de Science in Universität Poitiers). Nach einjährigem Militärdienst und kurzer Zeit als Lehrer ging er 1881 nach Paris, wo er an der Sorbonne Mathematik und Physik studierte, mit dem Ziel, Lehrer zu werden (Agrégation). Danach arbeitete er als Physiklehrer in Arcueil und Paris (Ecole Sainte-Geneviève). An der Sorbonne studierte er bei dem Theoretiker Joseph Boussinesq (bekannt für Arbeiten in der Kontinuumsmechanik) und war ab 1887 im Physik-Labor des Experimentalphysikers und späteren Nobelpreisträgers Gabriel Lippmann, bei dem er 1890 über Reibung in Flüssigkeiten promovierte (Etude sur le frottement des liquides, Gauthiers-Villars 1890). Er wurde dann Professor an der Katholischen Universität in Angers (heute Université Catholique de l’Ouest). Da die Professur aber schlecht bezahlt wurde, musste er nebenbei an Schulen als Examinator und Lehrer arbeiten, wie schon während seines Studiums. 1933 emeritierte er.
Er baute ein zylindrisches Viskosimeter für Flüssigkeiten und bestimmte die Viskosität von Wasser und Luft mit bemerkenswerter Genauigkeit. Couette untersuchte die sich zwischen gegensätzlich rotierenden Zylindern ausbildende Strömungsform (Taylor-Couette-Strömung). Beide Entwicklungen stammten noch aus seiner Dissertation. Die zwischen parallelverschobenen ebenen Platten stattfindende Strömung wird zu seinen Ehren Couette-Strömung genannt. Er untersuchte aber nicht nur die Stabilität von Flüssigkeiten zwischen rotierenden Zylindern, sondern auch anderer Strömungsformen (z. B. oszillierende Körper, Flüsse in Rohren) und untersuchte den Übergang zur Turbulenz und den Einfluss von Wandreibung. Er ist auch für eine nach ihm benannte Korrektionsmethode für Endeffekte in Kapillarströmungen bekannt (1890).
Er beschäftigte sich auch mit der Osmose in Batterien und veröffentlichte zahlreiche Aufsätze in der Zeitschrift La Science Catholique. Er war Mitglied der französischen physikalischen Gesellschaft.
Der seit 1993 bestehende GFR Maurice Couette Award der französischen rheologischen Gesellschaft (GFR) ist nach ihm benannt.
Er war seit 1886 verheiratet und hatte acht Kinder, von denen fünf das Erwachsenenalter erreichten.

## Verweise
1. ↑  Piau u. a., Würdigung anlässlich des Couette Preises, siehe Weblinks
2. ↑  Jean-Michel Piau, Monique Piau: The GFR's Maurice Couette Prize. (pdf) Laboratoire de Rhéologie, Université Joseph Fourier-Grenoble, 30. September 2005, archiviert vom Original am 23. November 2006 (englisch).